# فرودگاه پالو آلتو
 فرودگاه پالو آلتو (به انگلیسی: Palo Alto Airport of Santa Clara County) یک فرودگاه همگانی با کد یاتا PAO است که یک باند فرود آسفالت دارد و طول باند آن ۷۴۵ متر است. این فرودگاه در کشور ایالات متحده آمریکا قرار دارد و در ارتفاع ۱٫۲ متری از سطح دریا واقع شده است.